# Minsta livskraftiga population

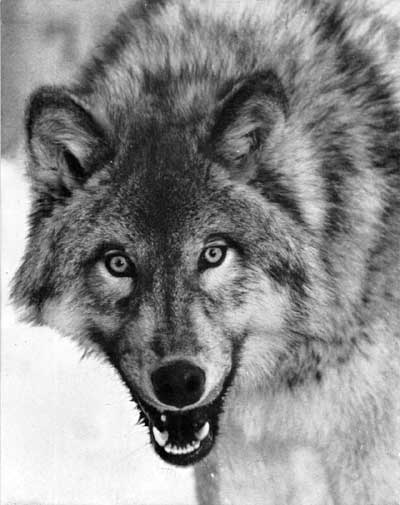
MVP är ett vanligt förekommande argument i debatten om den skandinaviska vargstammens populationsstorlek.

Minsta livskraftiga population, ofta benämnd MVP (av engelskans Minimum viable population), är gränsen for att en population av en art ska kunna överleva i vilt tillstånd. Terminologin används inom biologin för att beskriva den biologiska nedre gränsen för att en population skall undgå utdöende på grund av naturkatastrofer eller demografisk, genetisk eller miljöbetingad stokastik skulle uppstå.

## Beräkning av MVP
Begreppet Minsta livskraftiga population används normalt i vetenskapliga sammanhang för att beräkna minsta nödvändiga populationsstorlek, som med 90–95 procents säkerhet kan trygga en arts överlevnad de kommande 100–1000 åren. Datorsimulering för kvantitativ sårbarhetsanalys (PVA) kan användas i beräkningen av MVP. PVA simulerar populationer genom bruk av demografisk och miljömässig information som kan bedöma framtida populationsdynamik. Sannolikhetsberäkningen kopplad till  PVA framkommer först efter att data er simulerats tusentals av gånger i modellen.
Som exempel, om en teoretisk population bestående av 50 individer skulle visa sig dö ut i 30 av 100 simulerade händelser, kommer populationen inte att vara livskraftig om hundra år. Orsaker till utrotning kan till exempel vara inavel, naturkatastrofer och klimatförändringar. Om simuleringen skulle visa att en population på 60 individer dog ut i enbart 4 av 100 simuleringar, har alltså populationen 96 procents sannolikhet till överlevnad de kommande hundra åren. Minsta livskraftiga population, som uppfyller kravet om 90–95 procent överlevnadschans, blir i detta exempel 50–60 individer.
2012 meddelade det statligt tillsatta forskningsprojektet Skandulv att MVP för en hållbar vargstam i Sverige och Norge bedömts till 100 individer. Ur ett rent genetiskt perspektiv beräknades omkring 40 individer vara tillräckligt.